# Poezje (Antoni Lange)
Poezje – dwutomowe wydanie pierwszego zbioru poezji Antoniego Langego. Pierwszy tom (235 stron) został wydany w Krakowie 1895, a drugi (293) tamże w 1898. 
Tom pierwszy,
- Sielanki (plein-air),
- Erotyki,
- Lilith (Ustęp z poematu) - opowieść poetycka,
- Wenus żebracza - opowieść poetycka,
- Powieść o Waligórze i Wyrwidębie (Urywki z poematu),
- Vox Posthuma,
- Sonety wedyckie,
- Księgi proroków - cykl poematów,
- Pieśń o Słowie,
- Cyfra i Słowo,
- Widzenie świętej Katarzyny - opowieść poetycka,
- Palingeneza - poemat historiozoficzny,
- Godzina - powieść,

Tom drugi
- Sonety,
  - Z „Przekleństw”
  - Z „Wizyj”
- Ballady pijackie - cykl poematów,
- Pieśni dla przyjaciół - cykl poematów,
- Z lasów i pól,
- Echa zimowe,
- Na Świtezi - cykl wierszy ludowych,
- Powieść o Płanetniku - opowieść poetycka, baśń,
- Spowiedź,
- Burza,
- Latający Holender - opowieść poetycka,
- Rytmy,
  - Rym
  - Strofa alcejska
  - Choreodaktyl
  - Wyrocznia
  - Moja pieśń
  - Łuk i Harfa
- Exotica - cykl poematów historiozoficznych,
- Vita nova,
- Wiersze różne,
  - Z „Rozmyślań”
  - Trzy kwiaty
  - Jędrek
  - List matki
- Johna Miltona Raj utracony, Pieśń I - tłumaczenie